# Tipula krishna
Tipula krishna är en tvåvingeart som beskrevs av Alexander 1962. Tipula krishna ingår i släktet Tipula och familjen storharkrankar. Inga underarter finns listade i Catalogue of Life.